# 朱防
朱防，又作朱房，秦末民变时期陈胜的部下。
陈胜任命朱防为中正，胡武为司过，专管督察群臣的过失。众将攻城掠地，到达当地，凡有不听从陈胜之命的人，即被抓起来治罪。以苛察同僚的过失为忠诚。他们对不喜欢的人，不送司法官去审理，就擅自进行处置。众将因此不再亲附陈胜。